# Kenneth Randall
Kenneth Fenwick Randall surnommé le Pepper Kid (né le 14 décembre 1888 à Kingston, Ontario au Canada - mort le 17 juin 1947 à Toronto, Ontario au Canada) est un joueur professionnel de hockey sur glace qui évoluait aux postes d'ailier et de défenseur.

## Biographie
Ken Randall commença sa carrière professionnelle à une époque où de nombreuses ligues professionnelles voyaient le jour. Il signa en 1910 son premier contrat professionnel avec les Redmen de Brantford de l'Ontario Professional Hockey League. Il fit ensuite de brefs passages à Port Hope et Saskatoon ainsi qu'en Association nationale de hockey avec les Wanderers de Montréal et les Blueshirts de Toronto avant de signer avec les Millionaires de Sydney de la Maritime Professional Hockey League pour lesquels il joua trois saisons. En mars 1913, avec les Millionaires, il prit part à une série pour la coupe Stanley face aux Bulldogs de Québec de l'ANH que ces derniers remportèrent 20-5, scores cumulés. En 1915, il retourna jouer en ANH pour les Blueshirts jusqu'à leur suspension en cours de saison suivante qu'il finit avec les Wanderers.
Pour la saison inaugurale de la Ligue nationale de hockey, il fit partie de l'effectif des Arenas de Toronto, dont il fut le capitaine. Les Arenas remportèrent cette première saison face aux Canadiens de Montréal ainsi que la coupe Stanley face aux Millionnaires de Vancouver, champions de l'Association de hockey de la Côte du Pacifique. Il se fit une réputation de joueur rugueux voire dangereux, se faisant considéré par nombreux comme un « hooligan » et un « voyou ». Il continua d'évoluer avec les Arenas, devenus les St. Pats à partir de 1920, cinq saisons supplémentaires et remporta de nouveau la coupe Stanley en 1922. En 1923, il fut échangé aux Tigers de Hamilton dans une transaction qui incluait les droits en LNH de Corb Denneny et de l'argent en retour de Amos Arbour, George Carey et Bert Corbeau. Il joua pour les Tigers deux saisons. En 1925, les Tigers finirent premiers de la saison régulière mais furent disqualifiés des séries éliminatoires à la suite de la grève des joueurs. L'été suivant, la franchise fut rachetée et déménagea à New York pour devenir les Americans de New York pour lesquels Ken Randall joua désormais.
En 1926, il quitta les Americans pour les Cataracts de Niagara Falls de la Canadian Professional Hockey League. En cours de saison, il fut échangé aux nouveaux Tigers de Hamilton qui évoluaient également en Can-Pro. La saison suivante, il joua pour les Reds de Providence en Canadian-American Hockey League avant de se convertir entraîneur un an plus tard.
Il fut à la tête des Eagles de New Haven de la Can-Am puis à celle des Flying Dutchmen de Kitchener de la Can-Pro. Au cours de la saison 1930-1931, il fit deux apparitions dans la nouvelle version de l'OPHL. La saison suivante, il entraîna les Ramblers d'Amherst du Nova Scotia Amateur Provincial Championship. Bien qu'ayant remporté un titre de division, il fut renvoyé mais reçu la prime promise en cas de victoire du championnat.
Il mourut le 17 juin 1947 à Toronto d'une attaque cardiaque à l'âge de 58 ans. Parmi ceux qui assistèrent aux funérailles fut Babe Dye, futur membre du temple de la renommée du hockey.

## Statistiques

### Joueur
| Saison     | Équipe                     | Ligue         |     | Saison régulière | Saison régulière | Saison régulière | Saison régulière | Saison régulière |   | Séries éliminatoires | Séries éliminatoires | Séries éliminatoires | Séries éliminatoires | Séries éliminatoires |
| Saison     | Équipe                     | Ligue         | PJ  | B                | A                | Pts              | Pun              | PJ               | B | A                    | Pts                  | Pun                  |                      |                      |
| 1906-1907  | Midgets de Lindsay         | AHO-Jr        | 4   | 2                | 0                | 2                | ?                | 6                | 9 | 0                    | 9                    | ?                    |                      |                      |
| 1907-1908  | Midgets de Lindsay         | AHO-Int       | 6   | 10               | 0                | 10               | ?                | -                | - | -                    | -                    | -                    |                      |                      |
| 1908-1909  | Midgets de Lindsay         | AHO-Int       | ?   | ?                | ?                | ?                | ?                | -                | - | -                    | -                    | -                    |                      |                      |
| 1909-1910  | Redmen de Brantford        | OPHL          | 10  | 10               | 0                | 10               | ?                | -                | - | -                    | -                    | -                    |                      |                      |
| 1910-1911  | Professionals de Port Hope | EOPHL         | 6   | 19               | 0                | 19               | ?                | 2                | 4 | 0                    | 4                    | ?                    |                      |                      |
| 1911-1912  | Wanderers de Montréal      | ANH           | 1   | 0                | 0                | 0                | 0                | -                | - | -                    | -                    | -                    |                      |                      |
| 1911-1912  | Hoo-Hoos de Saskatoon      | Sask-Pro      | 1   | 0                | 0                | 0                | 0                | -                | - | -                    | -                    | -                    |                      |                      |
| 1911-1912  | Real Estates de Saskatoon  | Sask-Pro      | 2   | 2                | 0                | 2                | ?                | -                | - | -                    | -                    | -                    |                      |                      |
| 1912-1913  | Blueshirts de Toronto      | ANH           | 2   | 0                | 0                | 0                | 0                | -                | - | -                    | -                    | -                    |                      |                      |
| 1912-1913  | Millionaires de Sydney     | MaPHL         | 12  | 17               | 0                | 17               | 18               | 2                | 1 | 0                    | 1                    | 0                    |                      |                      |
| 1913-1914  | Millionaires de Sydney     | MaPHL         | 24  | 28               | 0                | 28               | 68               | 2                | 5 | 0                    | 5                    | 8                    |                      |                      |
| 1914-1915  | Millionaires de Sydney     | MaPHL         | 8   | 11               | 0                | 11               | 17               | -                | - | -                    | -                    | -                    |                      |                      |
| 1915-1916  | Blueshirts de Toronto      | ANH           | 24  | 7                | 5                | 12               | 111              | -                | - | -                    | -                    | -                    |                      |                      |
| 1916-1917  | Blueshirts de Toronto      | ANH           | 13  | 8                | 2                | 10               | 64               | -                | - | -                    | -                    | -                    |                      |                      |
| 1916-1917  | Wanderers de Montréal      | ANH           | 5   | 3                | 2                | 5                | 40               | -                | - | -                    | -                    | -                    |                      |                      |
| 1917-1918  | Arenas de Toronto          | LNH           | 21  | 12               | 2                | 14               | 96               | 2                | 1 | 1                    | 2                    | 12                   |                      |                      |
| 1917-1918  | Arenas de Toronto          | Coupe Stanley | -   | -                | -                | -                | -                | 5                | 1 | 0                    | 1                    | 21                   |                      |                      |
| 1918-1919  | Arenas de Toronto          | LNH           | 14  | 8                | 6                | 14               | 27               | -                | - | -                    | -                    | -                    |                      |                      |
| 1919-1920  | St. Pats de Toronto        | LNH           | 22  | 10               | 8                | 18               | 42               | -                | - | -                    | -                    | -                    |                      |                      |
| 1920-1921  | St. Pats de Toronto        | LNH           | 22  | 6                | 5                | 11               | 74               | 2                | 0 | 0                    | 0                    | 11                   |                      |                      |
| 1921-1922  | St. Pats de Toronto        | LNH           | 24  | 10               | 6                | 16               | 32               | 2                | 1 | 0                    | 1                    | 4                    |                      |                      |
| 1921-1922  | St. Pats de Toronto        | Coupe Stanley | -   | -                | -                | -                | -                | 4                | 1 | 0                    | 1                    | 22                   |                      |                      |
| 1922-1923  | St. Pats de Toronto        | LNH           | 24  | 3                | 5                | 8                | 58               | -                | - | -                    | -                    | -                    |                      |                      |
| 1923-1924  | Tigers de Hamilton         | LNH           | 24  | 7                | 6                | 13               | 58               | -                | - | -                    | -                    | -                    |                      |                      |
| 1924-1925  | Tigers de Hamilton         | LNH           | 30  | 8                | 10               | 18               | 52               | -                | - | -                    | -                    | -                    |                      |                      |
| 1925-1926  | Americans de New York      | LNH           | 34  | 4                | 2                | 6                | 94               | -                | - | -                    | -                    | -                    |                      |                      |
| 1926-1927  | Americans de New York      | LNH           | 3   | 0                | 0                | 0                | 0                | -                | - | -                    | -                    | -                    |                      |                      |
| 1926-1927  | Cataracts de Niagara Falls | Can-Pro       | 15  | 4                | 0                | 4                | 25               | -                | - | -                    | -                    | -                    |                      |                      |
| 1926-1927  | Tigers de Hamilton         | Can-Pro       | 13  | 3                | 2                | 5                | 21               | 2                | 0 | 0                    | 0                    | 7                    |                      |                      |
| 1927-1928  | Reds de Providence         | Can-Am        | 19  | 0                | 0                | 0                | 6                | -                | - | -                    | -                    | -                    |                      |                      |
| 1930-1931  | Patricias d'Oshawa         | OPHL          | 2   | 0                | 0                | 0                | 0                | 7                | 0 | 0                    | 0                    | 4                    |                      |                      |
| Totaux LNH | Totaux LNH                 | Totaux LNH    | 218 | 68               | 50               | 118              | 533              | 6                | 2 | 1                    | 3                    | 27                   |                      |                      |

### Entraîneur
| Saison    | Équipe                       | Ligue   |    | PJ | V  | D  | N                        |  | Séries éliminatoires |
| 1928-1929 | Eagles de New Haven          | Can-Am  | 40 | 15 | 15 | 10 | Éliminés au premier tour |  |                      |
| 1929-1930 | Flying Dutchmen de Kitchener | Can-Pro | 30 | 13 | 16 | 1  | Pas de séries            |  |                      |

## Transactions
- 5 janvier 1910 : recruté comme agent libre par les Redmen de Brantford.
- 29 décembre 1912 : recruté comme agent libre par les Millionaires de Sydney après avoir été laissé libre par les Blueshirts de Toronto.
- 11 février 1917 : assigné aux Wanderers de Montréal par l'Association nationale de hockey à la suite de la suspension des Blueshirts.
- 9 décembre 1917 : recruté comme agent libre par les Arenas de Toronto.
- 14 décembre 1923 : échangé aux Tigers de Hamilton par les St. Pats avec les droits en Ligue nationale de hockey sur Corb Denneny et de l'argent en retour d'Amos Arbour, George Carey et Bert Corbeau.
- 26 septembre 1925 : transféré aux Americans de New York à la suite du rachat de la franchise des Tigers.
- 26 novembre 1926 : réclamé au ballotage par les Cataracts de Niagara Falls depuis les Americans.
- 27 janvier 1927 : échangé aux Tigers de Hamilton par les Cataracts en retour de Francis Cain.

## Trophées et honneurs personnels
- Association de hockey de l'Ontario - Intermédiaire
  - Champion de l'AHO-Int avec les Midgets de Lindsay
- Ontario Professional Hockey League
  - Nommé dans la deuxième équipe d'étoiles 1910
- Eastern Ontario Professional Hockey League
  - Nommé dans la première équipe d'étoiles 1911
- Maritime Professional Hockey League
  - Champion de la MaPHL 1913 et 1914 avec les Millionaires de Sydney
- Coupe Stanley
  - Champion de la coupe Stanley 1918 avec les Arenas de Toronto, et 1922 avec les St. Pats de Toronto
- Ligue nationale de hockey
  - Champion du trophée O'Brien 1918 avec les Arena de Toronto et 1922 avec les St. Pats de Toronto